# Sigvaldi Guðjónsson
Sigvaldi Björn Guðjónsson (født 4. juli 1994 i Reykjavik, Island) er en islandsk håndboldspiller, som spillede i BSV, hvorefter han flyttede til Aarhus Håndbold. Derfra kom han til Elverum Håndball og på Islands herrehåndboldlandshold.
Han spiller nu i Kolstad Håndball i Norge.
Han deltog under EM i håndbold 2020 i Sverige/Østrig/Norge.